# Haematoxylum brasiletto
Azulillo o palo brasil (Haematoxylum brasiletto), es un árbol u arbusto que perteneciente a la familia de las leguminosas. llega a medir hasta 10 m de altura, flores amarillas, hojas paripinnadas y fruto en valvas. Se distribuye en México por toda la franja occidental del país desde Sonora hasta Chiapas. Habita en bosques secos. Su aprovechamiento es con fines medicinales principalmente. 

## Descripción
Son arbustos o árboles, que alcanzan un tamaño de 2–10 (12) m de alto, tronco profundamente estriado; ramas frecuentemente espiraladas y armadas con espinas fuertes de hasta 2 cm de largo. Hojas paripinnadas, 5–8 cm de largo; folíolos generalmente 3 pares, obovados a suborbiculares, con frecuencia ampliamente cuneados, 1,5–3 cm de largo y 1–2,5 cm de ancho, ápice profundamente emarginado, base aguda. Inflorescencias racimos axilares, 1,5–3 cm de largo, con pocas flores, pedicelos 10–20 mm de largo, glabros; cáliz levemente campanulado, lobos 5, 5 mm de largo; pétalos 5, oblongos, 7–8 mm de largo, amarillos; estambres 10, libres, casi tan largos como los pétalos, filamentos pilosos en la base; ovario cortamente pedicelado, glabro. Fruto separándose por una hendedura longitudinal a lo largo de la mitad de cada valva, lanceolado-oblongo, plano, 3–8 cm de largo y 8–15 mm de ancho, membranáceo, delicadamente reticulado; semillas 2–3, transversales, oblongas, 6–9 mm de largo y 2–3 mm de ancho.

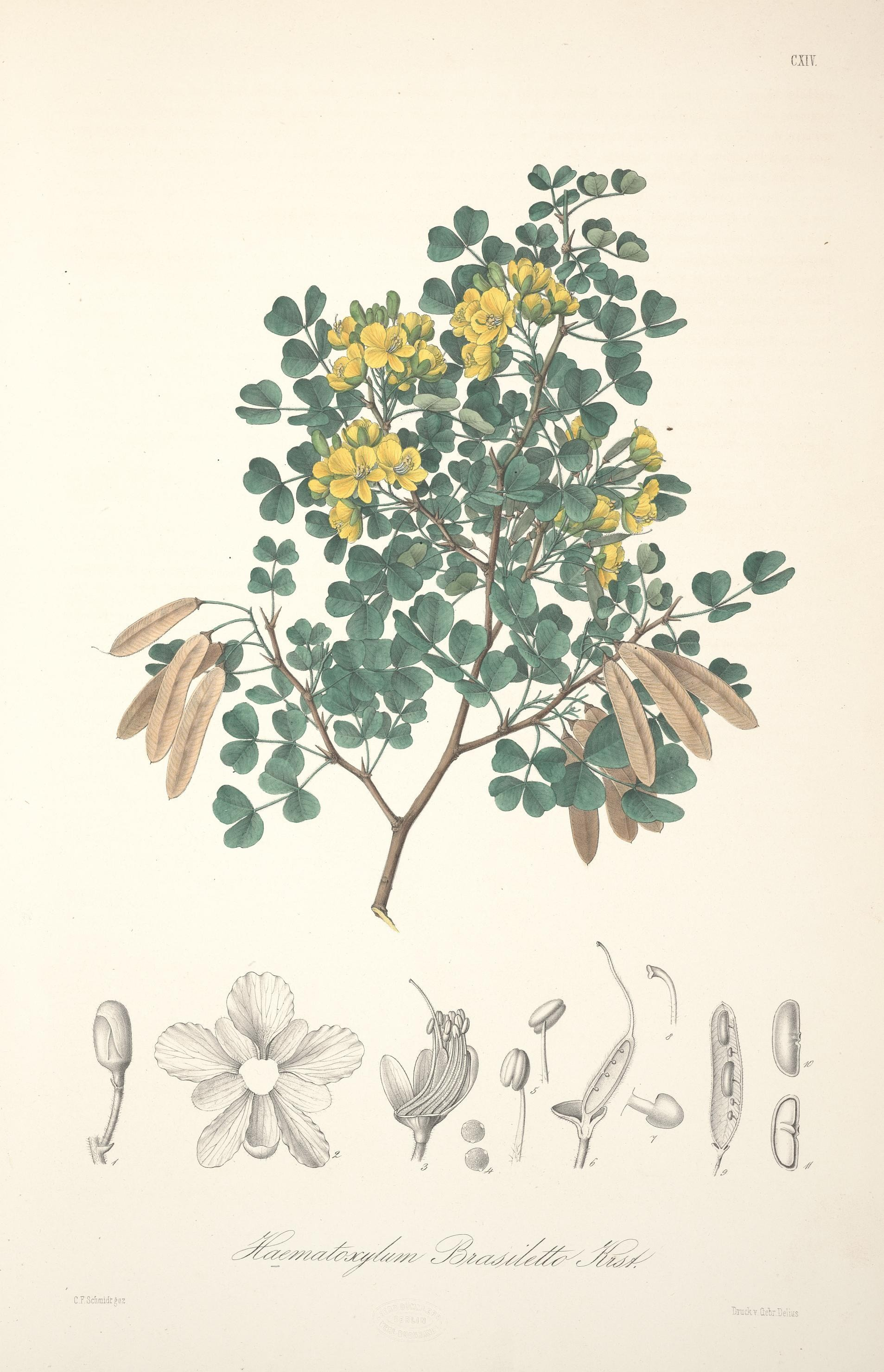
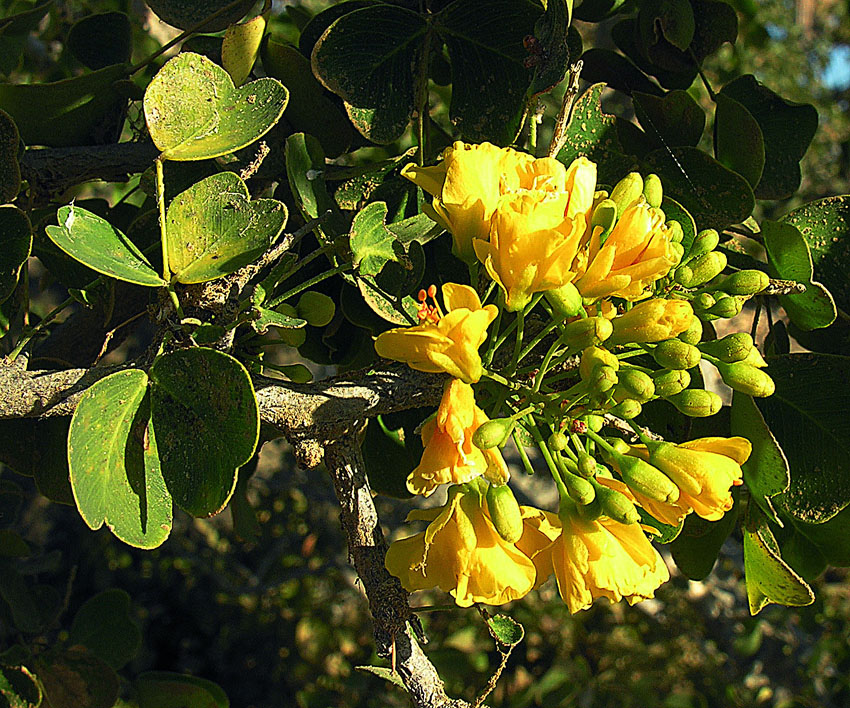
Inflorescencia
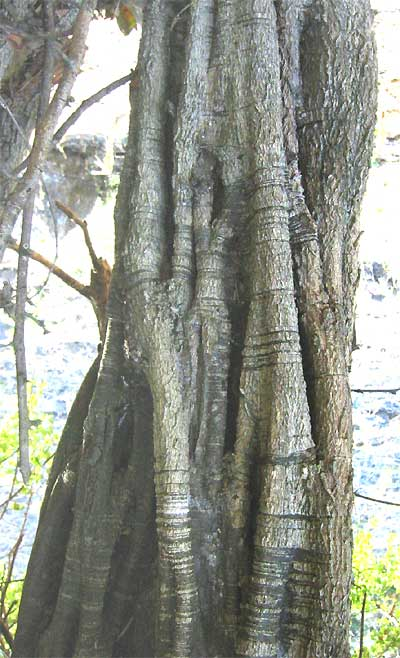
Tronco
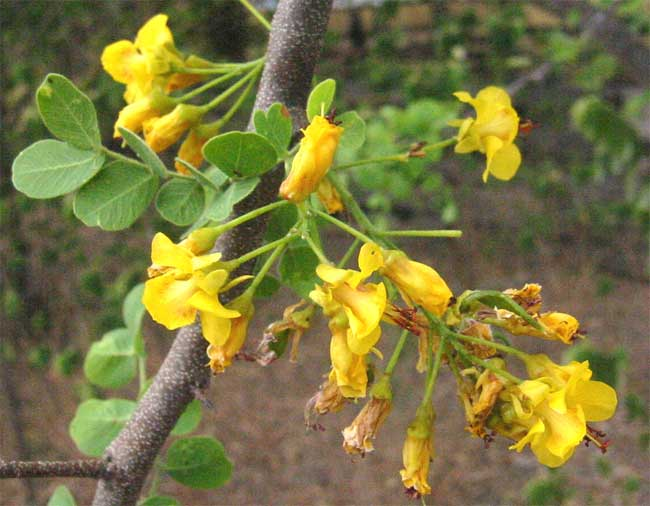
Hojas y flores

## Distribución y hábitat
Es una especie común, que se encuentra en los bosques secos, en la zona pacífica; a una altitud de 0–450 (–550) m; desde México a Costa Rica, Colombia y Venezuela, también en las Antillas. En Nicaragua se encuentra en los bosques secos caducifolios de la zona pacífica y entre los grandes lagos de Xolotlan y Cocibolca. En El Salvador se ha encontrado en el departamento de La Unión.
En México se distribuye en la parte del Pacífico. Sonora, Sinaloa, Jalisco, Michoacán, Guerrero, Oaxaca, Chiapas y Baja California Sur.

## Usos
La madera de este árbol se utiliza en la fabricación de arcos para instrumentos de cuerda.  Los árbol produce otros productos valiosos y se ha exportado durante varios siglos. Fue incluido en la London Pharmacopoeia of 1740, que aparece como té campeche como eficaz contra la tuberculosis y la disentería. El duramen se utiliza para teñir la lana y paño de algodón y una coloración rosa utilizada en productos farmacéuticos y pasta de dientes. Los pigmentos hematoxilina y hemateína pueden ser extraídos y son fenoles complejos similares a los bioflavonoides. Los extractos de las virutas de madera se utilizan como remedios por los indios tarahumaras. Los usos etnobotánicos indicados en la "fitoquímico de Duke y bases de datos etnobotánicos" incluyen el uso como un astringente, dentífrico, refrigerante , para el tratamiento de los condilomas , la erisipela, fiebre, ictericia, inflamación y dolor de estómago. Un extracto de virutas de duramen hervidas se informa que tiene propiedades antibióticas, para reducir la fiebre, y actuar como un tónico para fortalecer el cuerpo.

## Propiedades
Con suma frecuencia se indica el empleo del tallo de palo brasil, ya sea la corteza, madera o el "corazón" del tronco, en padecimiento del sistema cardiovascular. En Baja California Sur se usa para tratar el mal de la presión, que aparece con ritmo cardíaco acelerado y mareos o desmayos, el tratamiento consiste en beber como agua de uso durante todo un día, el agua donde ha sido remojado el corazón del tallo. En el Estado de México, para regular la presión arterial se toma el macerado rojizo del corazón del tallo. En Morelos, para purificar la sangre se usa la corteza y/o la madera remojada o su cocimiento.    
También se menciona su empleo en ataques epilépticos, alferecía, diabetes, fiebres e inflamaciones.

#### Historia
En el siglo XVI el Códice Florentino menciona que ciertas partes de la planta eran usadas para combatir las fiebres y Francisco Hernández de Toledo, en su obra señala que "quita la fiebre, estriñe y tonifica, detiene las diarreas, además es de naturaleza fría y astringente".
Para los inicios del siglo XVIII, Juan de Esteyneffer refiere que su cocimiento sirve contra la tiricia (ictericia).

#### Química
El único estudio químico sobre H. brasiletto que se localizó, describe la presencia en el tallo del componente heterocíclico de oxígeno brasilín.

#### Farmacología
Se probó la actividad antibacteriana de un extracto acuoso preparado con el corazón de la madera y de un extracto de tallo obtenido con éter. Así, para el primer extracto, se obtuvo respuesta positiva frente a Salmonella typhosatus y Staphylococcus aureus y para el segundo, se obtuvo respuesta positiva frente a tres especies del género Brucella: B. abortus, B. melitensis y B. suis; así como también frente a Shigella flexneri y Staphylococcus aureus.

## Taxonomía
Haematoxylum brasiletto fue descrita por Gustav Karl Wilhelm Hermann Karsten y publicado en Florae Columbiae terraumque adjacentium specimina selecta in peregrinatione duodecim annorum observata delineavit et descripsit 2: 27–28, pl. 114, en 1862.

#### Etimología
Haematoxylum: nombre genérico que deriva de las palabras griegas hemato =  "sangre", y xylum = "madera", en referencia a la resina que produce la especie.
brasiletto: epíteto geográfico que alude a su localización en Brasil.

#### Sinonimia
- Haematoxylon boreale S.Watson
- Haematoxylon brasiletto H.Karst.
- Haematoxylum boreale S. Watson[7]

## Nombre común
Azulillo, brasil, campeche, corteza de Brasil, palo Brasil, palo de tinta, palo tinto.